# Slag om Griekenland
De Slag om Griekenland (Duits: Unternehmen Marita) is de invasie van Griekenland door nazi-Duitsland in april 1941 ten tijde van de Tweede Wereldoorlog. De operatie was onderdeel van de Balkanveldtocht en volgde na een onsuccesvolle Italiaanse invasie die bekendstaat als de Grieks-Italiaanse Oorlog.
Griekenland kreeg vanaf 28 oktober 1940 te maken met een dreigende Italiaanse invasie maar het wist met succes twee aanvallen af te slaan. Toen op 6 april 1941 de Duitsers de Slag om Griekenland begonnen was het merendeel van het Griekse leger gestationeerd aan de grens van Albanië om de daar gelegerde Italianen ervan te weerhouden Griekenland binnen te dringen. De Duitsers vielen via Bulgarije aan, waardoor een tweede front ontstond. Griekenland had weliswaar versterkingen ontvangen vanuit het Britse Gemenebest, maar de geallieerden waren sterk in de minderheid. Duitse troepen wisten de tegenpartij snel te overlopen en vielen vervolgens het Griekse leger dat aan de Albanese grens was gestationeerd in de rug aan. De Britse versterkingen werden vervolgens teruggetrokken om te worden geëvacueerd. De Duitse troepen bereikten Athene op 27 april en de zuidelijke kust op 30 april. Zevenduizend Britse, Australische en Nieuw-Zeelandse soldaten werden krijgsgevangen gemaakt. De inname van Griekenland werd een maand later door de Duitsers gecompleteerd door de verovering van Kreta.